# Phakellia perforata
Phakellia perforata är en svampdjursart som beskrevs av Thiele 1898. Phakellia perforata ingår i släktet Phakellia och familjen Axinellidae.
Artens utbredningsområde är havet kring Japan. Inga underarter finns listade i Catalogue of Life.